# 石滚河镇
石滚河镇，是中华人民共和国河南省驻马店市确山县下辖的一个乡镇级行政单位。

## 行政区划
石滚河镇下辖以下地区：
石滚河村、赵楼村、聂庄村、何大庙村、袁棚村、陈冲村、刘楼村、斩龙庙村、毛家棚村、小谢庄村、南王楼村和辛庄村。